# Дарсан
Дарсан (крим. Darsan), Гюзель-Тепе (крим. Güzel Tepe), Дарасан, також Дарсан-Арди (від італ. darsena, «пристань») — пагорб з парковими насадженнями в північній частині Ялти.
Панує над містом Ялта і розділяє долини двох річок — на сході Дерекойка і Учан-Су на заході, в яких розмістилися східна і західна частини Ялти. Висота пагорба 140 м.
У нижній частині гірського хребта Іограф, з півдня виглядає куполоподібним. На Дарсан проведена канатна дорога.
Звідси відкривається чудовий краєвид на Ялту, море та навколишні міста гори. Добре помітно, що знаменитий курорт розташований на трьох пагорбах. На сході відріг Яралак-Сирт Нікітської яйли, що закінчується Полікуровським пагорбом, на якому добре помітна висока дзвіниця церкви Іоанна Золотоуста. На заході — гора Могабі, на схилах якого розташована Лівадія і район Чайна гірка. Третій пагорб — Дарсан, на якому і знаходиться видовий майданчик.

## Район
Район Дарсан розташований на однойменному пагорбі, це промзона, технічна база усієї Ялти — склади, матеріали, магазини, автобази.
Основні вулиці: Місхорська, Горіхова, Ленінградська, Найдьонова, Робоча, Войкова, Дарсанівська, Верхньодарсанівська, Середньо-Дарсанівська, Нижньодарсанівська, Ветеранів.

## Історія
Старожили міста пам'ятають цей пагорб «кучерявим», вкритим чагарником та низькорослими деревами. На початку XX століття пагорб остаточно «облисів», на його схилах з'явилися зморшки від дощових потоків. На вершині пагорба був побудований видовий павільйон, що увійшов до міського пейзажу як помітна споруда. Незабаром пагорб став одним із місць відпочинку. Потім там збудували ресторан «Гірка».
На початку вісімдесятих років після закриття ресторану було вирішено перенести до цієї будівлі філію ялтинського краєзнавчого музею. Намічалася реконструкція античного портика. Архітектором Оленою Дорохіною навіть було підготовлено цікаві архітектурні розробки. Передбачалося, що у приміщеннях колишнього ресторану, окрім філії краєзнавчого музею, розміститься колекція з Гурзуфа, а також музей виноградарства та виноробства з дегустаційною залою та фірмовим винним магазином. Крім того, у проекті намічалося розміщення у приміщенні для проведення конференція та концертів.
Але з початком перебудови роботи були припинені внаслідок відсутності коштів. Через кілька років з південного боку були добудовані широкі сходи, і там проходили зйомки українсько-грецького фільму. Біля протилежної від входу стіни знаходиться гіпсокартонна статуя Зевса, виготовлена спеціально для фільму і залишена для розваги публіки. Наразі цю будівлю знесли і на її місці будують нову.